# Саль-де-Вильфаньян
Саль-де-Вильфанья́н (фр. Salles-de-Villefagnan) — коммуна во Франции, находится в регионе Пуату — Шаранта. Департамент — Шаранта. Входит в состав кантона Вильфаньян. Округ коммуны — Конфолан.
Код INSEE коммуны — 16361.
Коммуна расположена приблизительно в 370 км к юго-западу от Парижа, в 75 км южнее Пуатье, в 35 км к северу от Ангулема.

## Население
Население коммуны на 2008 год составляло 341 человек.
| 1962 | 1968 | 1975 | 1982 | 1990 | 1999 | 2008 |
| ---- | ---- | ---- | ---- | ---- | ---- | ---- |
| 458  | 412  | 368  | 365  | 327  | 325  | 341  |

## Администрация
| Период | Период | Фамилия      | Партия | Примечания          |
| ------ | ------ | ------------ | ------ | ------------------- |
| 1987   | 2008   | Андре Кайе   |        |                     |
| 2008   |        | Жерар Сортон |        | финансовый директор |

## Экономика
В 2007 году среди 201 человека в трудоспособном возрасте (15—64 лет) 137 были экономически активными, 64 — неактивными (показатель активности — 68,2 %, в 1999 году было 63,6 %). Из 137 активных работали 123 человека (67 мужчин и 56 женщин), безработных было 14 (8 мужчин и 6 женщин). Среди 64 неактивных 16 человек были учениками или студентами, 25 — пенсионерами, 23 были неактивными по другим причинам.

## Фотогалерея

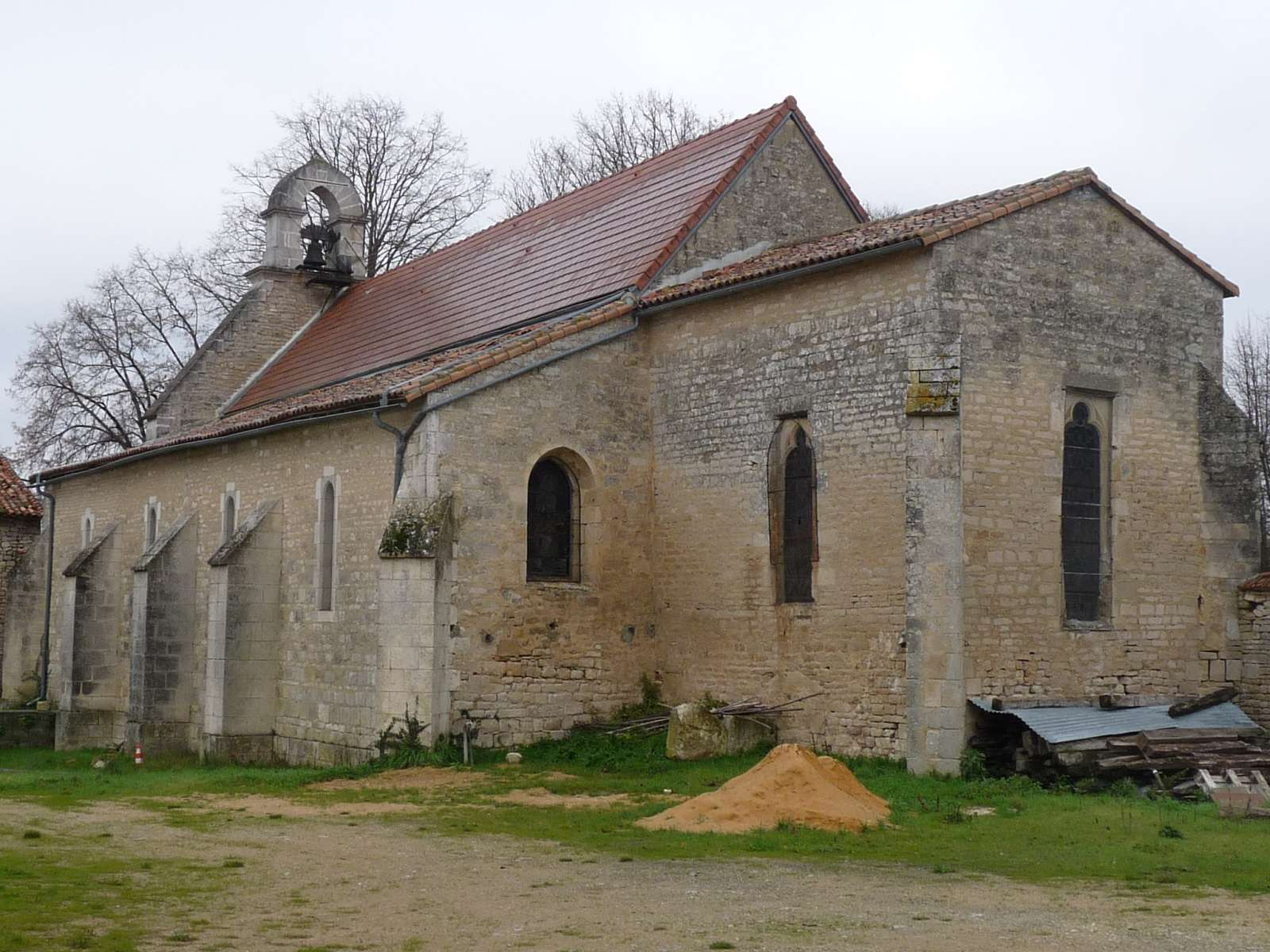
Церковь
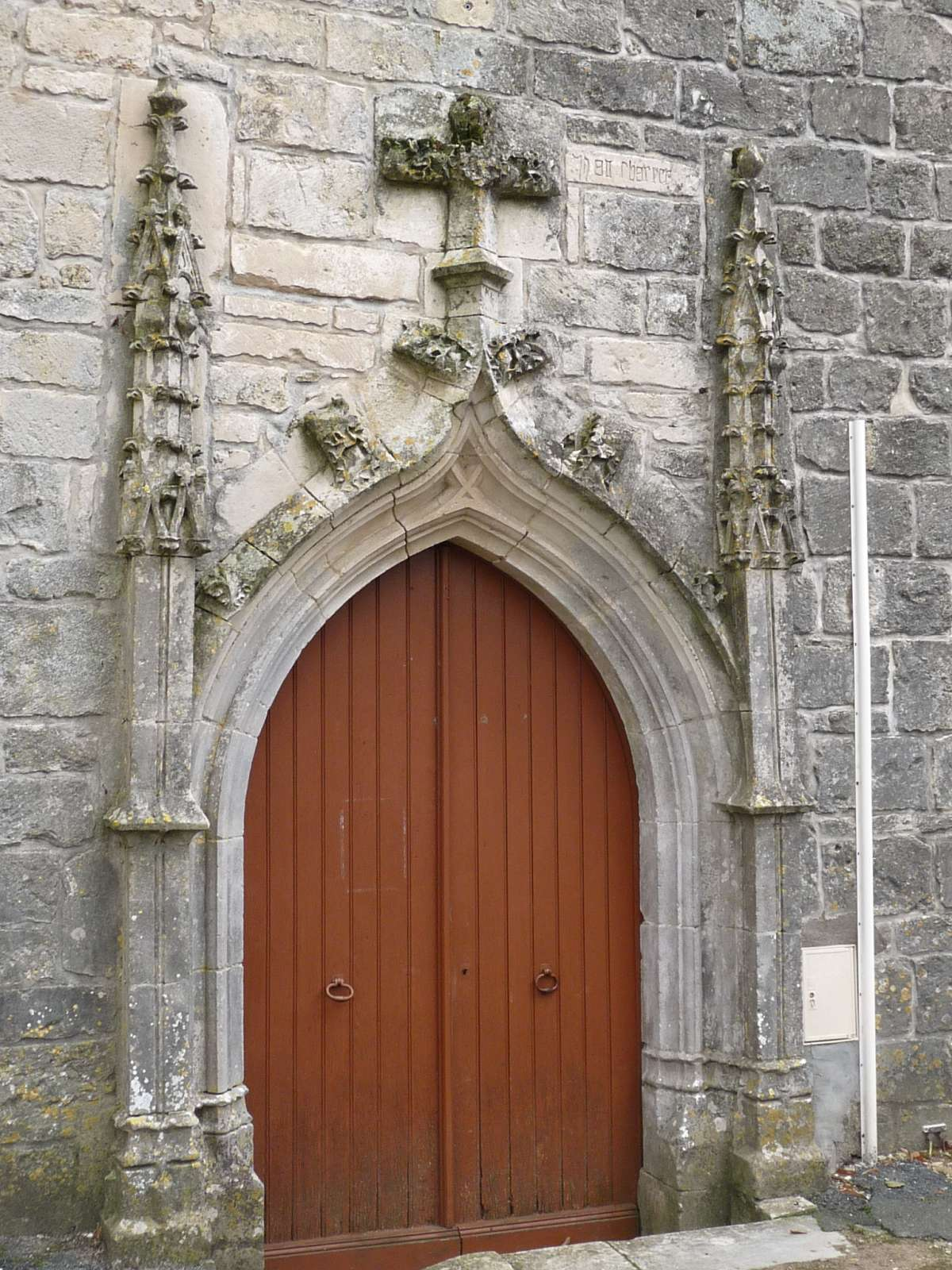
Вход в церковь
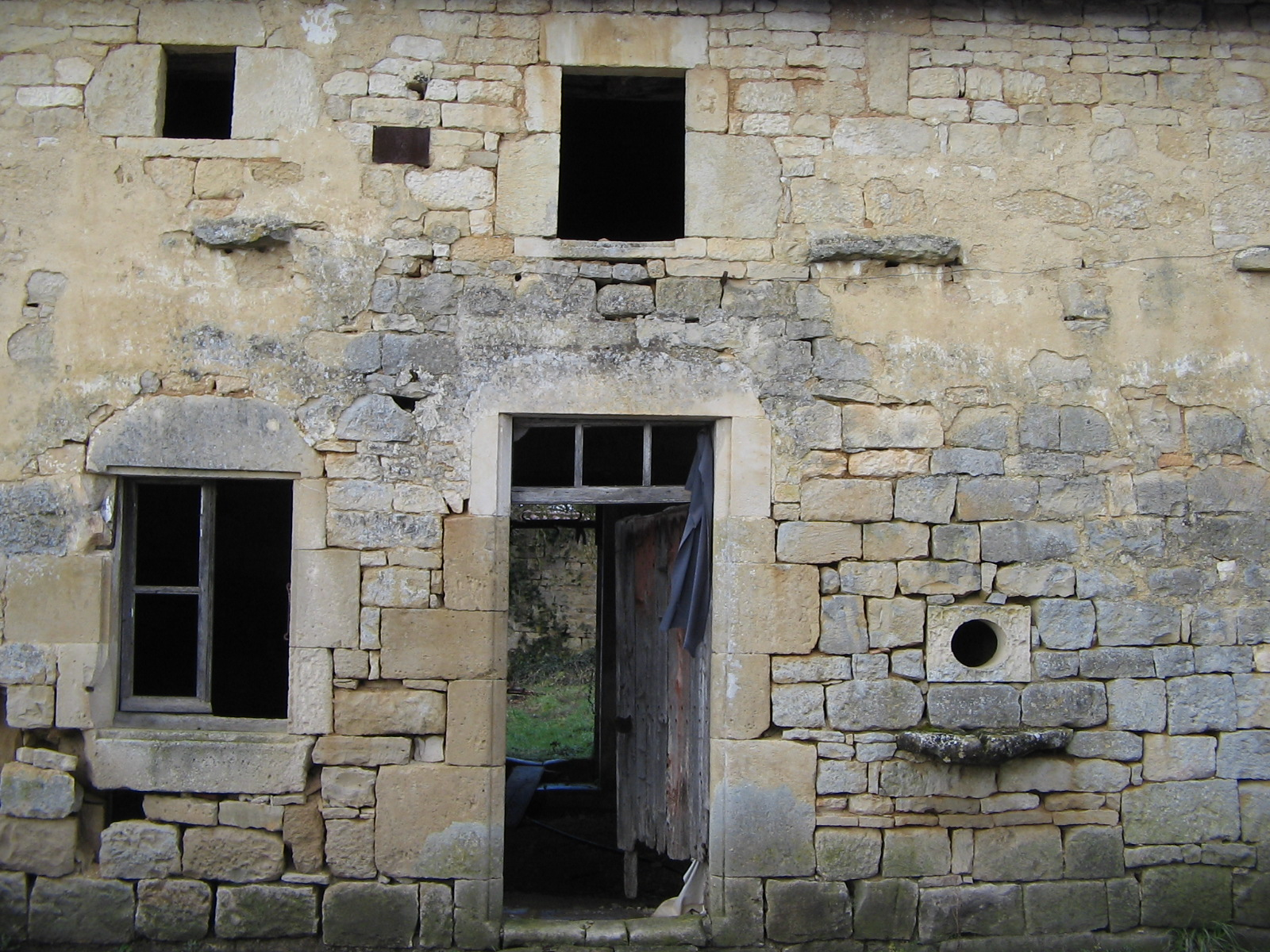
Бывший монастырь
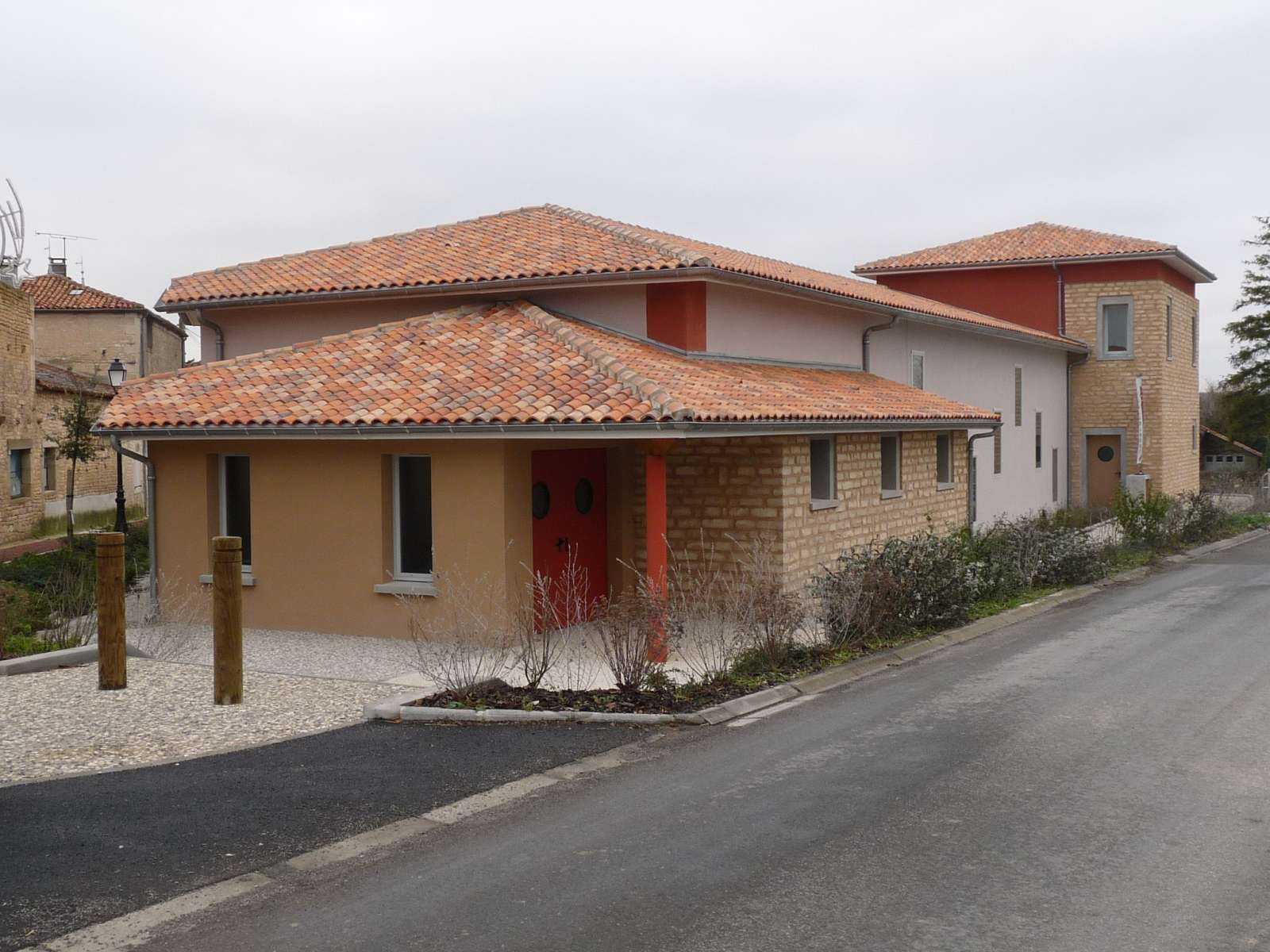
Культурный центр «Саламандра»